# Cinturó de plecs i falles d'encavalcament
Un cinturó de plecs i encavalcaments (FTB, acrònim en l'anglès) és una sèrie de contraforts muntanyosos adjacents a un cinturó orogènic, que es forma a causa de la tectònica de contracció. Els cinturons de plegament i empenta es formen habitualment als avantpaïsos adjacents als orògens principals a mesura que la deformació es propaga cap a l'exterior. Els cinturons de plegament i d'empenta solen incloure tant plecs com falles d'encavalcament, comunament interrelacionades.
Un exemple d'aquest tipus de formació és el Cinturó de Plecs i Falles de Maria (Nord-amèrica).

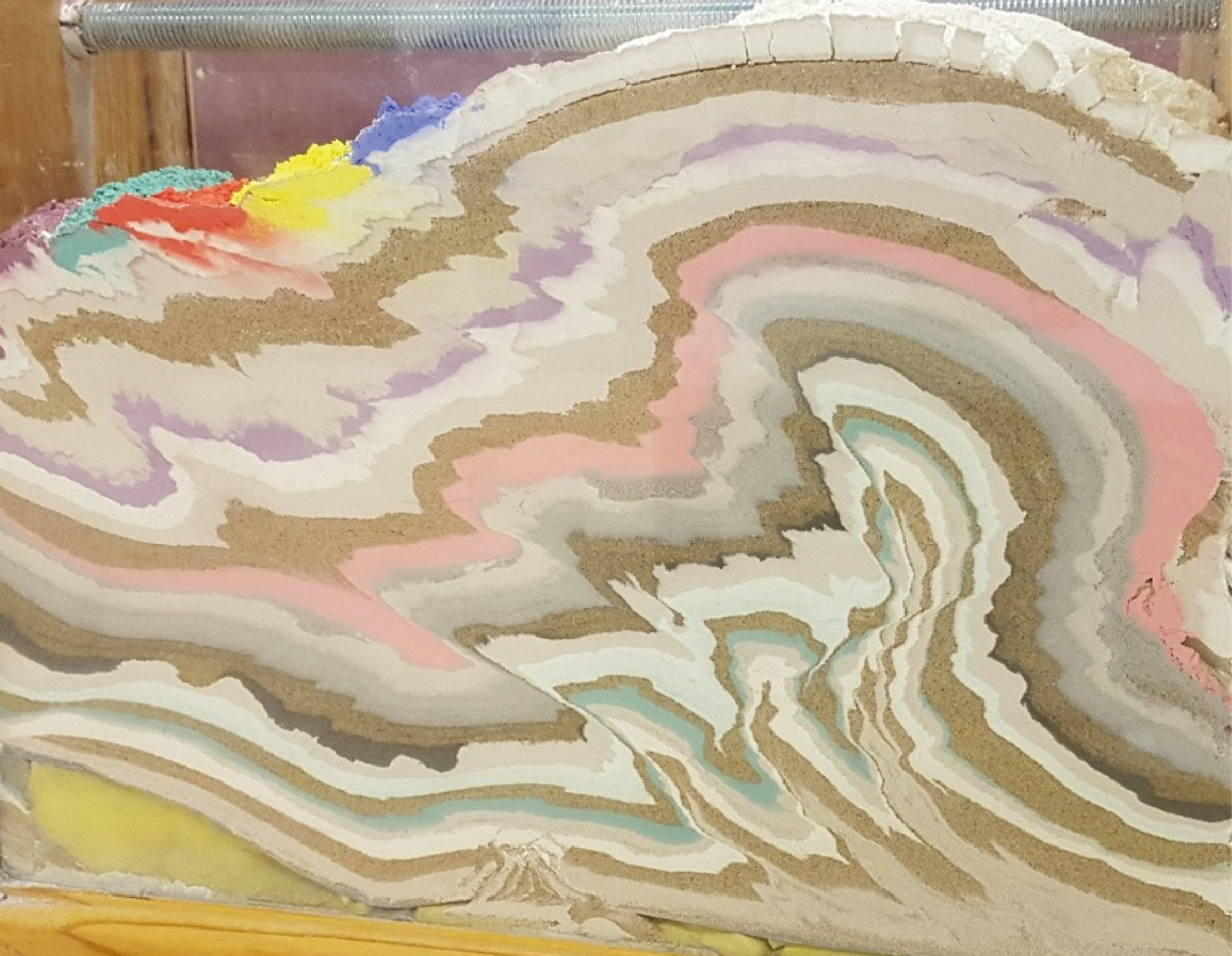
Modelització a escala d'un cinturó de Plecs i Encavalcaments a una urna de sorra.